# Pleciidae
Pleciidae (лат.) — семейство двукрылых, насчитывающее около 250 видов.

## Экология
комары с затемнёнными крыльями. Личинки являются сапрофагами. Развиваются в рыхлой влажной древесине (Plecia) и в подстилке (Penthetria). Обычно встречаются колониями, в которых численность достигает 40-60 особей.

## Систематика
Реликтовая группа, многими авторами рассматривается как подсемейство комаров-толстоножек (Bibionidae), опираясь на признаки имаго и личинок.